# Ivan Kruchovskyj
Ivan Kruchovskyj (ukrajinsky Іван Круховський) byl rakouský politik ukrajinské národnosti z Haliče, během revolučního roku 1848 poslanec Říšského sněmu.

## Biografie
Roku 1849 se uvádí jako Johann Kruchowski, hospodář v obci Chotymyr (Chocimiery).
Během revolučního roku 1848 se zapojil do veřejného dění. Ve volbách roku 1848 byl zvolen i na ústavodárný Říšský sněm. Zastupoval volební obvod Horodenka. Tehdy se uváděl coby hospodář. Náležel ke sněmovní pravici. Patřil mezi ukrajinské poslance.